# Château de Mayrac
Le château de Mayrac est un château situé à Mayrac, dans le département du Lot, en France.

## Historique
Mayrac est mentionné en février 930 dans le testament d'Adhémar des Échelles,.
En 1241, Guillaume de Gourdon donne le fief de Mayrac à l'abbé d'Obazine. Au XVe siècle le vicomte de Turenne est haut justicier à Mayrac.
À la fin de la guerre de Cent Ans, Mayrac est dépeuplé. Le fief est repeuplé par un acensement collectif.
Jean Luquet, écuyer et damoiseau originaire de la ville d’Olliergues est venu dans le Quercy pour le repeupler à la fin de la guerre de Cent Ans, à partir des années 1440-1450. Il s'est marié en 1450 avec Anne de Réveillon, nièce de Jean de Réveillon évêque de Sarlat, petite-fille de Guillaume de Réveillon, dont il eut quatre enfants :
- Annet Luquet du Chaylar, seigneur de Barthas (Blanzaguet),
- Gabrielle Luquet du Chaylar, mariée avec Annet de Machat (ou Maschat) de la Méchaussée, seigneur de Bétaille,
- Jean II Luquet du Chaylar, seigneur de Mayrac,
- Christophe Luquet, curé d'Altillac en 1510.

Blason de la famille Luquet Du Chaylar, seigneurs de Mayrac et de Réveillon.

Jean I Luquet du Chaylar est dès lors seigneur de Mayrac et de Réveillon. Annet IV de La Tour, seigneur d'Olliergues, marié en 1444 à Anne de Beaufort de Turenne (1435-1479), vicomtesse de Turenne, l'a nommé gouverneur de la vicomté. Le vicomte de Turenne lui a donné « l'entière directe », « un tiers de la justice » de Mayrac, et la permission de « bâtir un château avec fossés et autres fortifications sous réserve d’un hommage avec serment de fidélité ». Jean I Luquet du Chaylar a acheté de nombreux biens à Blanzaguet, Creysse, Mayrac, Saint-Sozy et Mirandol.
D'après J. Juillet, son fils, Jean II de Luquet de Chaylar, seigneur de Mayrac et de Réveillon, rend hommage au vicomte de Turenne le 11 février 1493 et lui apporte la preuve des achats de tous les biens faits par son père. Il a épousé Henriette de Lestrade de Floirac et d'Agude en 1475. Il rend hommage à l'évêque de Tulle le 6 mai 1499 pour Mayrac et Réveillon. À la suite d'un différend, le vicomte de Turenne reçoit la seigneurie de Mayrac contre celle de la Millière. Cet échange est annulé en 1500. Dans le dénombrement de 1504, Jean Luquet se prétend bayle perpétuel de Mayrac.
En 1513, son fils, Antoine Luquet du Chaylar, a ratifié une promesse de mariage avec Marguerite de Thémines. De cette union sont nés cinq enfants :
- Foulques,
- Louis, marié à Catherine de la Quelle de la Poujade,
- Madeleine, Antoine et Claude.

Il est seigneur de Mayrac en 1515. Il a rendu hommage au vicomte de Turenne en 1520.
En 1576, Mayrac passe dans la famille Machat (ou Maschat) de Méchaussée par le mariage de Balthazare du Chaylar avec Jacques Machat, seigneur de Méchaussée.
Mayrac passe dans la famille de Salignac de Lamothe-Fénelon par le mariage de Diane Machat de la Méchaussée avec Henri-Joseph de Fénelon, marquis de Salignac, en 1671. Il rend hommage au vicomte de Turenne pour la seigneurie de Mayrac en 1676.
Le fief de Mayrac est acheté par la famille de Lamothe-Flomont en 1700. Les Salignac-Fénelon conservent une partie de Mayrac.
Louise-Charlotte de Salignac-Fénelon (1758-1840), dame de Mayrac, Creysse, Montvalent, Lacastaudie et Rignac, a épousé en 1778 Charles Bouquet de Surville, marquis de Campigny. Le marquis va vendre toutes ses possessions dans le Quercy à partir de 1782.
La seigneurie de Mayrac est vendue en 1785 à Pierre-Joseph de Lachèze, né à Martel en 1744, mort en 1835, lieutenant général civil et criminel de la sénéchaussée de Martel en 1770, sieur de Murel depuis 1783. Il est emprisonné pendant deux ans sous la Terreur. Ses biens sont saisis et vendus aux enchères à Guillaume Cabanel. Il a été député du Lot au Conseil des Anciens, président de l'administration départementale du Lot sous Napoléon Ier. Au retour du roi Louis XVIII, il est nommé maître des requêtes au Conseil d’État. Il a récupéré ses biens à Mayrac en 1815. Il a reçu des lettres d'anoblissement et a été autorisé à changer son nom en Pierre-Joseph de la Chèze-Murel. Il est chevalier de l'ordre de Saint-Jean de Jérusalem en 1816.
Le château est acheté par Jean-Baptiste Fayette avant 1833. Jean-Baptiste Fayette est maire de Saint-Sozy entre 1848 et 1870. Le château est devenu la propriété de Charles Nouailhac, notaire à Martel, par son mariage avec Aricie, fille de Jean-Baptiste Fayette, le 28 janvier 1879. En 2017 le château est toujours dans la famille Nouailhac.

## Description

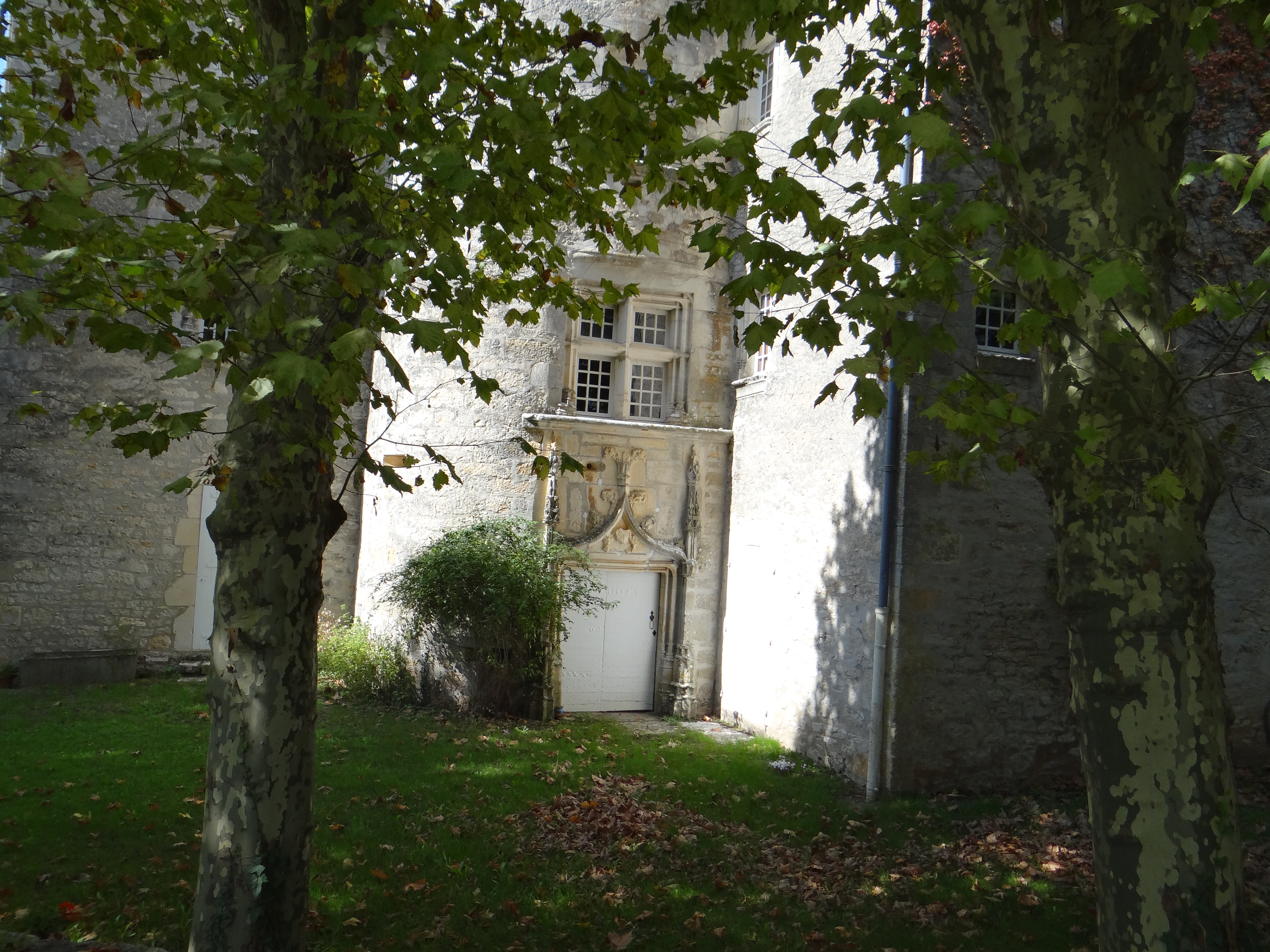
Château de Mayrac, entrée.

Le château comprend deux corps de logis formant équerre et une tour ronde à demi engagée reliant ces corps. L'entrée se fait au bas de la tour par une porte aux montants moulurés, surmontée d'une accolade et d'un fronton dont les armoiries ont été mutilées. Les ouvertures sont en accolades ou à meneaux. L'escalier à vis de la tour dessert les trois étages.
Les pièces sont grandes mais peu nombreuses. Côté nord, la vaste salle du premier étage comporte une cheminée dont le manteau est sculpté de trois écus dont au centre les armoiries des Luquet (d'azur, au loup rampant d'or, au chef cousu de gueules, chargé de trois étoiles d'or). Il est possible que le château ait été construit en deux périodes, d'abord l'aile nord, qui correspondrait à la petite maison citée dans le dénombrement de 1504, puis l'aile en retour, par Jean II Luquet du Chaylar. Côté sud, au premier étage la grande salle comporte un plafond à la française et un carrelage de briques blanches aux dessins géométriques.

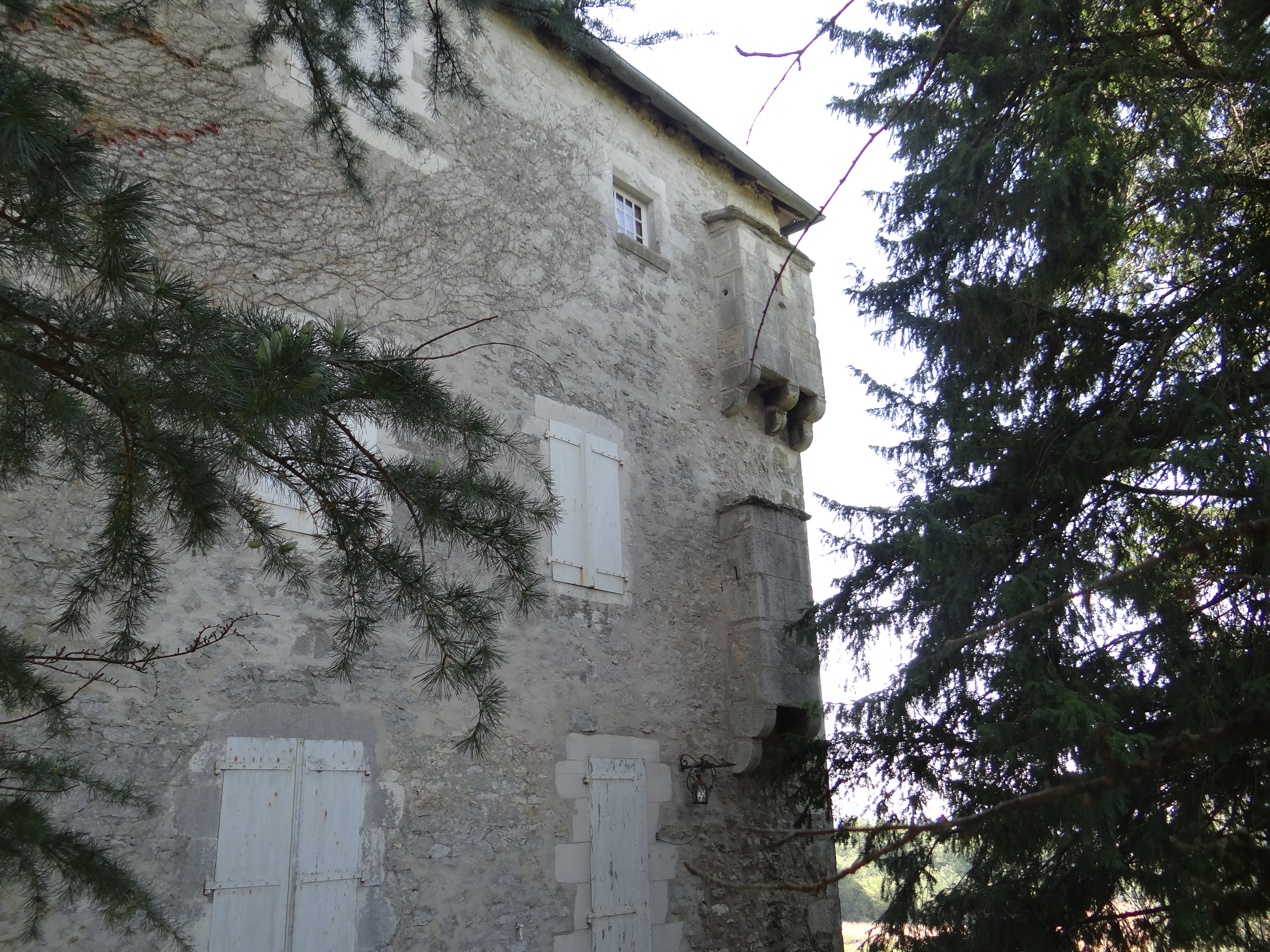
Château de Mayrac, façade nord.

Le château est entouré d'une terrasse à l'ouest et au sud. Le château est restauré par Paul Nouailhac dans les années 1970 et est habité.
L'édifice est inscrit au titre des monuments historiques le 21 mars 1979.

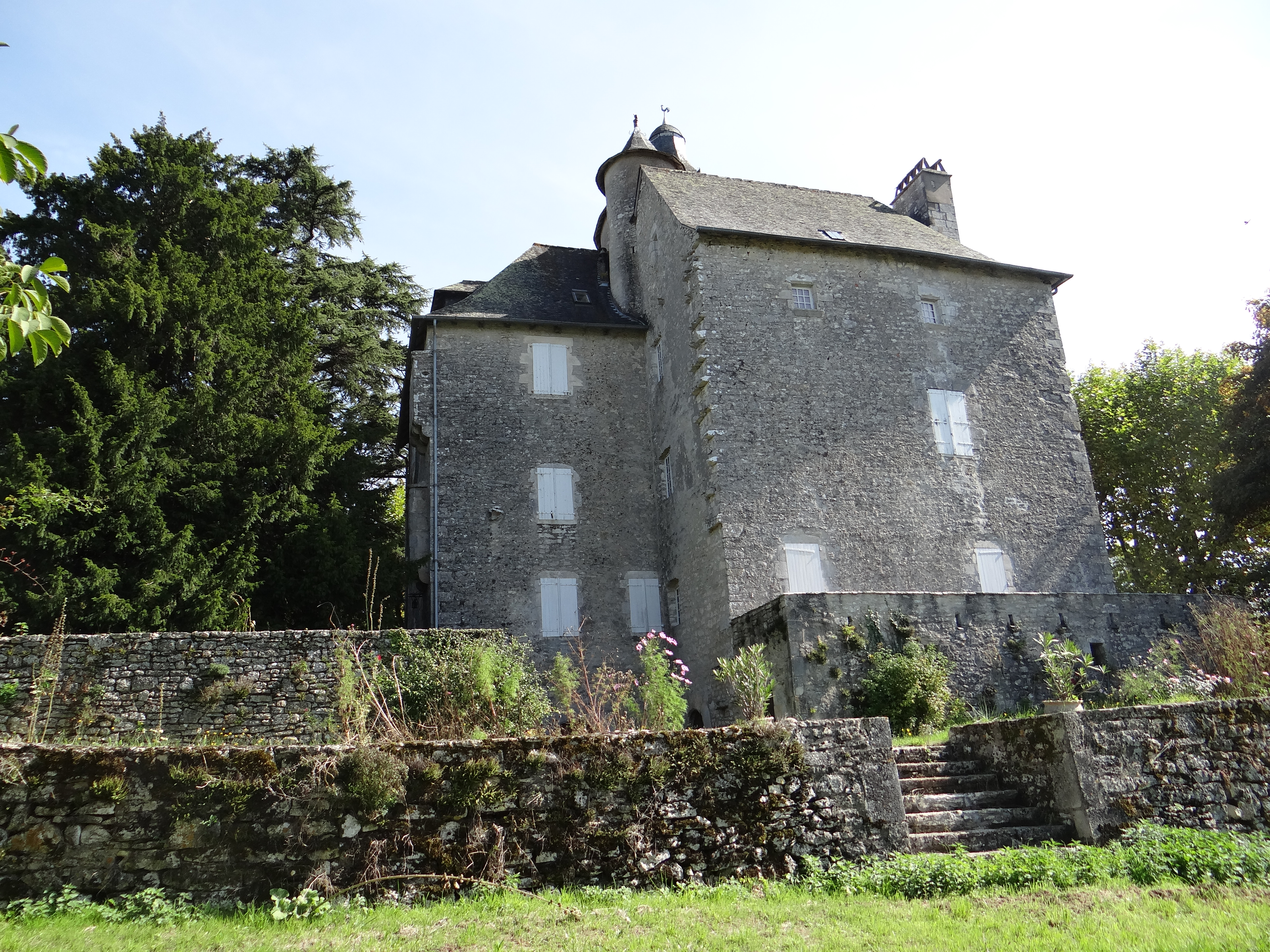
Château de Mayrac, façade ouest.